# Aplec del Pa i l'Empenta i de la Font Santa
L'Aplec del Pa i l'Empenta i de la Font Santa és una festa de caràcter religiós que se celebra el dia 1 de maig al recinte del Santuari de la Mare de Déu de la Font Santa, al municipi de Subirats (Alt Penedès).

## Història
L'Aplec té els seus orígens al segle XVIII. Antigament se celebrava el dia 3 de maig, festivitat de la Santa Creu. Des del 1975, l'organitza l'Associació Castell de Subirats. Consisteix en una celebració eucarística, la benedicció i ofrena dels panets, la benedicció del terme parroquial i una ballada de sardanes. Es venen garlandes (producte de pastisseria tradicional a Subirats i al Penedès en general). El nom de la festa 'el pa i l'empenta' està relacionat amb l'acte més destacat dels que es feien en el context de la seva celebració. Consistia en què en l'aplec es feia menjar per repartir entre els més desfavorits i entre ells s'empentaven per aconseguir-ho. De la mateixa manera es beneïa un pa, que provocava un altre cop empentes per aconseguir-ne una part, al qual se li atribuïen determinades virtuts després de ser beneït.
Segons Joan Amades, per l'aplec de la Mare de Déu de la Font Santa, primer es ballava un vals d'aire vuitcentista. Els balladors feien present d'uns ramells de flors i de garlandes a les seves companyes de ball que, posats dins d'uns cistells, lluïen en dansar. Fet aquest primer ball, es ballaven la resta de les danses, que els administradors de la Mare de Déu encantaven. Els balladors solien aplegar-se en colles de cinc o sis, que posaven preu a la dansa. El ball era cedit al més-dient (el millor postor), que tenia dret a ballar-lo sol amb la balladora que triés o amb els companys de colla. Hi havia hagut anys de competència en què s'havia arribat a pagar una unça per una dansa, i se n'encantaven tantes com postors hi havia. Per part de les donzelles poder ballar la dansa era tingut en gran honor. Aquest ball també era dit "de les garlandes" i era especial d'aquest aplec i diferent d'altres per l'estil que es ballaven per les rodalies. Les garlandes també eren diferents a la comuna. Aquestes eren com un tortell quadrat, travessat per una creu feta de la mateixa pasta i amb un crostonet a cada angle. Les garlandes eren encantades per part dels pavordes de la Mare de Déu i cedides al més-dient. El ball propi i especial fa anys que ha caigut en desús, així com la forma típica de les garlandes. Avui dia es ballen balls moderns i encanten garlandes i tortells comuns, tot i que les balladores encara llueixen la garlanda quan ballen.
També Joan Amades documenta a Subirats i a altres indrets del Penedès la benedicció dels panets dits 'de Santa Creu', els quals portaven una creu al damunt. Si es desencadenaven tempestes, es posaven panets al lloc que hom considerava més perillós, ja que es creia que tenien la virtut d'esquivar els llampecs i la tempesta. Les cases del terme, per torn, donaven les mesures de blat que calien per a fer la pastada dels panets, que eren repartits a tots els fidels que anaven a l'ofici. El 3 de maig era el dia típic de beneir pa i repartir-lo als fidels. Al pa de la Santa Creu li eren atribuïdes altres gràcies i virtuts remeieres. En la tradició cristiana, el 3 de maig es commemora la invenció de la Santa Creu; ara l'aplec es celebra l'1 de maig, festivitat de Sant Josep Obrer.
A la publicació de l'Aplec de la Font Santa de l'any 1975 , es diu que a Subirats existia el costum piadós de recollir blat entre les famílies de la parròquia per a distribuir-lo el dia de la Santa Creu entre els pobres. Aquest podria ser l'origen del 'Pa i l'Empenta'.

## L'Aplec actualment
La festa comença amb la sortida de la processó des de l'església, fins a l'antiga era del castell, avui anomenada plaça del Santuari de la Verge de la Font Santa. Damunt d'un altar s'hi celebra l'Eucaristia, i al final el sacerdot beneeix el terme parroquial, seguint els quatre punts cardinals. A continuació beneeix els panets, que tenen una creu marcada, i es reparteixen entre els feligresos, que fan una llarga cua. En acabar la celebració hi ha ballada de sardanes, on sempre es balla la sardana titulada Els aplecs de Subirats, del mestre Jaume Ventura i Tort, autor de la música, i de Joan Solé i Margarit, autor de la lletra. Alguns anys hi ha balls populars amb la participació dels esbarts del municipi. Anys enrere, molta gent es quedava a dinar al voltant del castell i, a la tarda, hi havia festa infantil amb xocolatada.
L'Ajuntament de Subirats organitza una 'Caminada popular, Aplec del Pa i l'Empenta', que des de Lavern arriba al castell de Subirats, per a la celebració de l'eucaristia de l'Aplec.